# Andrej Ermenc Skubic
Andrej E.(rmenc) Skubic, slovenski pisatelj in prevajalec, * 28. december 1967, Ljubljana, Slovenija.

## Življenje in delo
Za svoj prvi roman, Grenki med (DZS 1999), je leta 2000 prejel Delovo nagrado kresnik ter nagrado za najboljši prvenec Društva slovenskih založnikov. Drugi roman, Fužinski bluz (2001), mu je prinesel ponovno nominacijo za nagrado kresnik in jeseni 2005 doživel uprizoritev v SNG Drama. Sledila je zbirka kratke proze Norišnica ter romani Popkorn, Lahko, Koliko si moja? (nagrada kresnik, nagrada Prešernovega sklada), Samo pridi domov, Permafrost in Krasni dnevi. Leta 2018 je pri Mladinski knjigi začela izhajati serija njegovih knjig za otroke z naslovom Trio Golaznikus. Napisal je tudi tri drame (Neskončni šteti dnevi (2009, SNG Nova Gorica), Pavla nad prepadom (2013, SMG), Hura, Nosferatu (2015, Neta/SMG/SNG Nova Gorica)).
Prevaja iz irske, škotske, ameriške, afriške in hrvaške književnosti. Za prevajalsko delo je leta 2007 prejel Sovretovo nagrado Društva slovenskih književnih prevajalcev.

## Pomembnejša bibliografija
- Grenki med, roman (1999)
- Fužinski bluz, roman (2001)
- Norišnica, kratke zgodbe (2004)
- Obrazi jezika, znanstvena monografija (2005)
- Popkorn, roman (2006)
- Lahko, roman (2009)
- Koliko si moja?, roman (2011)
- Samo pridi domov, roman (2014)
- Pavla nad prepadom, drama (2021)
- Igre brez meja, novela (2015)
- Permafrost, roman (2017)
- Krasni dnevi, roman (2021)
- Pa čeprav buldožer, roman (2022)
- Lahko bi umrl na tem kavču z mano, roman (2024)